# Марк Бендавід
Марк Бендавід (англ. Marc Bendavid, нар. 1986) — канадський кіно- і телеактор.

## Біографія
Народився в Торонто, Канаді. Його мати — бельгійського походження, батько — марокканець з єврейським корінням. Відвідував старшу школу Юніонвілл, пізніше прийнятий до Національної театральної школи Канади, яку закінчив у 2004 році.
Бендавід зіграв роль сина Барбари Герші Домініка Блайта у фільмі Енн з Зелених дахів: Новий початок. Грав роль Ромео у виставі Ромео і Джульєтта. Він також з'явився в теледрамі Таємниці Мердока і трилерах Занадто пізно, щоб сказати прощай і Зрада її чоловіка.
У 2015—2016 роках грав Джейса Корсо у фантастичному телесеріалі Темна матерія. Мав допоміжну роль Овена Томаса в оригінальному фільмі Hallmark Ангел Різдва.
У 2016 році Бендавід зіграв головну роль Філіпа в фільмі телеканалу Hallmark Літо в місті, прем'єра відбулася 13 серпня на Hallmark Channel спільно з Джуліанною Гілл, Вівікою А. Фокс і Наташею Хенстридж. У 2017 році зіграв роль Кліффа Баскерса у оригінальному фільмі Роза на Різдво.

## Особисте життя
У травні 2023 року він оголосив, що вже рік зустрічається з канадським актором Франсуа Арно. Аналогічну заяву зробив й Арно.

## Вибрана фільмографія
| Рік       |    | Українська назва                   | Оригінальна назва                     | Роль                 |
| --------- | -- | ---------------------------------- | ------------------------------------- | -------------------- |
| 2007      | ф  | Пізній фрагмент                    | Late Fragment                         | Майк                 |
| 2008      | кф | Кури з нами                        | Us Chickens                           | Дін Макмертрі        |
| 2008      | тф | Енн з Зелених дахів: Новий початок | Anne of Green Gables: A New Beginning | Домінік Блайт        |
| 2009      | тф | Випробування «Книжки»              | Booky's Crush                         | Расселл              |
| 2009      | кф | Людина проти Мінівена              | Man v. Minivan                        | Шейн                 |
| 2009      | тф | Занадто пізно, щоб сказати прощай  | Too Late to Say Goodbye               | Сем Мелвей           |
| 2010      | кф |                                    | Period Drama Trilogy                  |                      |
| 2013      | тф | Зрада її чоловіка                  | Her Husband's Betrayal                | Ден Грешем           |
| 2015—2016 | с  | Темна матерія                      | Dark Matter                           | Перший / Джейс Корсо |